# Боровіна (Замойський повіт)
Боровіна (пол. Borowina) — село в Польщі, у гміні Старе Замостя Замойського повіту Люблінського воєводства.
Населення — 163 особи (2011).
У 1975-1998 роках село належало до Замойського воєводства.

## Демографія
Демографічна структура станом на 31 березня 2011 року:
|          | Загалом | Допрацездатний вік | Працездатний вік | Постпрацездатний вік |
| -------- | ------- | ------------------ | ---------------- | -------------------- |
| Чоловіки | 76      | 13                 | 49               | 14                   |
| Жінки    | 87      | 21                 | 44               | 22                   |
| Разом    | 163     | 34                 | 93               | 36                   |